# 法屬印度
法屬印度是印度独立前法國在印度殖民地的總稱，包括位於科羅曼德爾海岸的本地治里、卡來卡、亚南；位於馬拉巴海岸的马埃，及於孟加拉灣附近的金德訥格爾。此外還包括在默吉利伯德訥姆、科澤科德和蘇拉特的補給地，但這些「補給地」一般只是一些零散的法國工廠而已。法屬印度面積共203平方里，或526平方公里，其中最大的是首府本地治里，面積113平方里，或293平方公里。於1901年，法屬印度共有人口273,185人。

## 早期歷史
一般相信於法國國王弗朗索瓦一世在位期間，法國人即已曾抵南亞次大陸探險，其時曾有一些魯昂的商人派遣兩艘船駛向往東方進行貿易活動，他們自勒阿弗爾啟航，但其後就音訊全無。在1604年有一所公司獲得法國國王亨利四世頒發了東方貿易專利證書，但計劃卻以失敗告終。1615年法王再發出了新的專利證書，有兩艘船去了印度，但只有一艘返航。
在紅衣主教黎塞留公爵的支持下，法國東印度公司在1642年成立，並由讓-巴普蒂斯特·柯爾貝爾於1664年重組，同時派遣了一隊船隊往馬達加斯加考察情況。1667年法國東印度公司派遣另一隊由法兰索斯·卡隆率領的船隊，Marcara也隨同前往。此支船隊於1668年抵達印度的蘇拉特，並在此建立法國在印度的首個貿易站。翌年（1669年）Marcara 成功於默蘇利珀德姆建立另一個貿易站。1672年法國取得了聖多馬城堡，但其後為荷蘭人所逐。法國在1673年，位於原本是莫臥兒帝國統治地區的孟加拉金德訥格爾成立了貿易點。然後在1674年法國從旁遮普的蘇丹手中取得了Valikondapuram，為建立本地的管理據點打下了根基。然而在1720年法國在蘇拉特、默苏利珀德姆和萬丹的貿易站都被英國奪去。 
一位法國官員於1673年2月4日佔據了丹麦人位於「本地治里」的据点，因此法國在本地治里的時期有就此展開。1674年首任總督Francois Martin開始治理此地，把這個小漁村建設成為一個著名的港口城鎮。這時法國人在印度經常與英國和荷蘭發生衝突。1693年荷蘭人攻下了城鎮，並做了很好的防禦工事。法國於1697年9月20日簽署了里斯維克和約，至1699年才取回本地統治的權力。
1720年至1741年間，法國的目標是純粹商業性的。法國於1723年佔領亚南(位於Andhra Coast東北約840公里處)，1725年佔領了位於馬拉巴海岸的馬埃，1739年佔領卡來卡(位於本地治里南方150公里處)。於1742年後政治的企圖心開始壓倒商業利益的需求，所有的貿易站都因防守需要而被武裝起來。

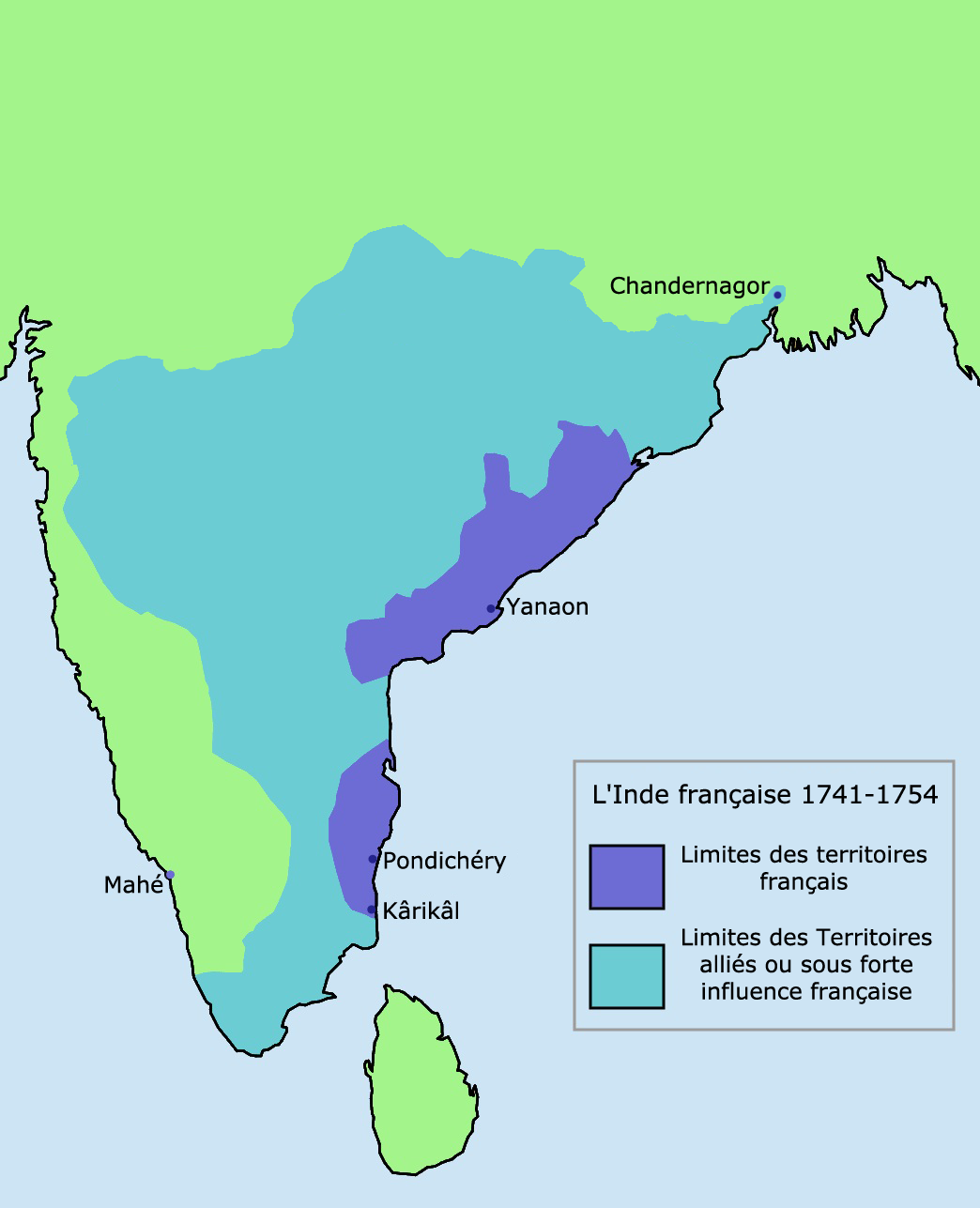
1741–1754年間法國在印度的領地 (紫色) 和勢力範圍 (藍色)

在十八世紀本地治里這個小鎮被編制為格狀的行政區，並有著顯著順利的成長。也使得當地的統治者像是里諾（Lenoir，1726年-1735年）與杜馬斯（Dumas，1735年-1741年），能夠迅速發展「本地治里地區」並使其成為更大更富有的城鎮。不久之後當地最為知名的法國統治者约瑟夫·弗朗索瓦·杜布雷在1741年來到此地。開始展現他對於法蘭西帝國在印度發展的野心與夢想，但是他的上級卻是興趣索然。法國的野心與英國的利益產生矛盾，兩國間的軍事磨擦和政治角力從終日不曾間斷。在布斯（Bussy）的命令下，杜布雷的軍隊成功控制了海得拉巴和科摩林角之間的地區，但稍後罗伯特·克莱武這位野心勃勃的英國軍官來到了印度，他把杜布雷所懷抱「建立由法國主宰的印度」的夢想給擊碎了。在戰爭失利以及其後的和平談判都落空之後，杜布雷就被召回了法國。 
英國與法國間的條約與當地的政治活動是沒有衝突的，陰謀仍繼續著。法國隨後派出Lally Tollendal收復法國在當地的失地，且繼續追擊英國要將他們逐出印度。在初期的勝利中，將位於古德洛爾Fort St. David區的勢力夷為平地。但因Lally Tollendal在策略上的錯誤導致在海得拉巴的文迪瓦什戰役（Battle of Wandiwash）失敗，且在1760年於本地治里被包圍。在1761年英國為了報復將旁地切里夷為平地，且在四年內完全消滅這個地方，法國也因此失去了他們在南印度的根據地。
在1765年與英國在歐洲進行和平談判後，這個城鎮重回到法國的手中。統治當地的總督Law de Lauriston計畫在舊有的基礎上重建此地，在五個月中有200位歐洲人與2000位坦米爾人將此地重建完成。在接下來的50年裏，本地的治理權因法國和英國間不斷的戰事及和議而多次在兩國間易手。
1816年，隨著拿破崙戰爭的結果底定之後，五個法國於本地治里建立的地區－金德讷格尔、卡來卡、马埃、亚南與位於默吉利伯德讷姆的特別區。科澤科德與蘇拉特縣也重回法國手中，但是本地治里已失去昔日的光輝，而金德訥格爾的商業中心地位則被英國在附近建立的加爾各答所取代。繼承的總督並在接下來的138年中完成了當地包含工業、法律與教育的基礎建設。 
根據1871年1月25日的決議，法屬印度獲准選舉成立自己的普通議會及地方議會，然而此項政策落實得不太順利，選舉權的分級與資格也被修改。居住在本地治里的總督是由議會協助統治，在第一次的選舉中有兩個結果產生(位於 本地治里與卡來卡)，一個是位於本地治里的上訴法庭，另一個則是五位太平紳士。在此地主要农作物包括大米、花生、烟草、槟榔和蔬菜。

## 印度獨立後的歷史
1947年8月，隨著印度獨立，法屬印度的前途亦受到關注。於1947年10月，印度取回位於默吉利伯德讷姆、科澤科德及蘇拉特的補給地lodges的主權。其後法國與印度於1948年達成協議，由法屬印度各地人民投票公決其歸屬前途。金德訥格爾於1950年5月2日回歸印度，並於1955年10月2日合併成為西孟加拉邦之一部份。1954年11月1日，其餘四個法屬印度地區由印度接管，以「本地治里」的名義共組成為印度的一個聯邦屬地。然而此安排的相關協議至1963年方得到法國國會的確認。